# MALT

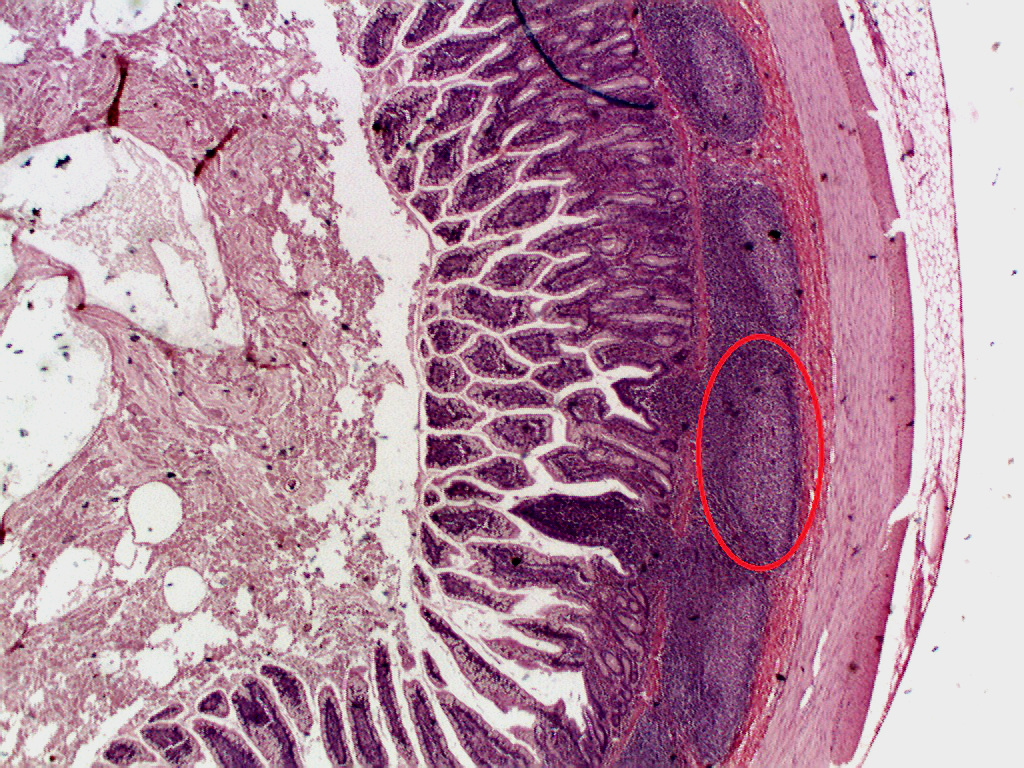
"Peyer's patches", lymfnoduler i tunntarmens vägg, är en del av MALT.

MALT, Mucosa-associated lymphoid tissue, mukosa-associerad lymfvävnad, är ett system bestående av spridda områden av lågkoncentrerad lymfvävnad på olika ställen i kroppen såsom i mag- och tarmkanalen, sköldkörteln, brösten, lungorna, salivkörtlar, ögonen och huden.
MALT initierar immunsvar mot specifika antigener som påträffas längs alla slemhinnor. MALT-induktiva platser är sekundära immunvävnader där antigenprovtagning sker och immunsvar initieras.